# Марко Щепанович
Марко Щепанович (серб. Marko Šćepanović; нар. 8 серпня 1982, Тітоград, СР Чорногорія) — чорногорський футболіст, півзахисник.

## Клубна кар'єра
Народився в Тітограді. Футбольну кар'єру розпочав 1999 року в складі «Іскри», кольори якої захищав до початку липня 2002 року. З липня 2002 по липень 2007 року дані про виступи Марка відсутні. На початку липня 2007 року перейшов до «Будучності», кольори якої захищав протягом двох років. Потім перебрався до іншого клубу з Подгориці, «Младості».
На початку липня 2010 року вперше виїхав за кордон, де підписав контракт з «Барчем». За нову команду дебютував 15 серпня 2010 року в нічийному (2:2) домашньому поєдинку 1-го туру Немзеті Байноксаґа II проти «Сігетсентміклоша». Марко вийшов на поле в стартовому складі та відіграв увесь матч, а на 43-й та 73-й хвилинах відзначився своїми першими голами за «Барч». У команді провів півроку, за цей час у другому за силою чемпіонаті Угорщини зіграв 14 матчів (5 голів), ще 1 поєдинок провів у кубку Угорщини. На початку лютого 2011 року підсилив інший угорський клуб, «Печ». У футболці «Печа» дебютував 6 листопада 2010 року в переможному (3:0) домашньому поєдинку 13-го туру Немзеті Байноксаґа II проти «Гонведа II». Щепанович вийшов на поле в стартовому складі та відіграв увесь матч. Першим голом за нову команду відзначився 7 травня 2011 року на 19-й хвилині переможного (4:0) виїзного поєдинку проти «Будаорша». Марко вийшов на поле в стартовому складі, на 19-й хвилині отримав жовту картку, а на 78-й хвилині його замінив Левенте Шульц. За півтора сезони, проведені в «Печі», зіграв 32 матчі (2 голи), ще 6 матчів (1 гол) зіграв у національному кубку та кубку ліги.
На початку липня 2012 року повернувся до «Младості» (Подгориця). 1 липня 2013 року переїхав до Ірану, протягом трьох днів тренувався з командою, а також зіграв у товариському матчі за «Персеполіс». 4 липня того ж року уклав контракт з вище вказаним клубом. У футболці «Персеполіса» дебютував 23 серпня 2013 року в програному (0:1) виїзному поєдинку 6-го туру Про-ліги Перської затоки проти «Нафта Тегеран». Марко вийшов на поле в стартовому складі та відіграв увесь матч. Цей матч так і залишився єдиним у футболці «Персеполіса».
3 серпня 2014 року повернувся до Чорногорії, де став гравцем «Младості» (Подгориці). На початку липня 2016 року знову виїхав за кордон, до албанського клубу «Кукесі». Проте в команді надовго не затримався, але місяць по тому, так і не зіграши жодного офіційного матчу, залишив команду. З серпня 2016 по липень 2017 року грав за «Іскра» (Даниловград). У сезоні 2017/18 років перебував у заявці «Младості» (Лєшкопольє), але так і не зігравши жодного офіційного матчу, 30 червня 2018 року завершив кар'єру гравця.

## Клубна статистика
Станом на 23 серпня 2013
| Клуб              | Дивізіон          | Сезон             | Ліга  | Ліга | Кубок Хазфі | Кубок Хазфі | Азія  | Азія | Загалом | Загалом |
| Клуб              | Дивізіон          | Сезон             | Матчі | Голи | Матчі       | Голи        | Матчі | Голи | Матчі   | Голи    |
| ----------------- | ----------------- | ----------------- | ----- | ---- | ----------- | ----------- | ----- | ---- | ------- | ------- |
| «Персеполіс»      | Про-ліга          | 2013–14           | 1     | 0    | 0           | 0           | –     | –    | 1       | 0       |
| Усього за кар'єру | Усього за кар'єру | Усього за кар'єру | 1     | 0    | 0           | 0           | 0     | 0    | 1       | 0       |

- Гольові передачі

| Сезон   | Команда      | Асисти |
| ------- | ------------ | ------ |
| 2013–14 | «Персеполіс» | 0      |